# Трещотка ширококрылая
Трещотка ширококрылая (лат. Bryodemella tuberculatum) — вид прямокрылых насекомых из семейства саранчовых (Acrididae).

## Распространение
Распространён на территории Евразии, местами на север 60 с. ш.

## Описание
Крупных размеров кобылка коричнево-бурого цвета с чёрными точками. Длина тела самца достигает 26—30 мм, а самки 30—40 мм. Умеренно шероховатая переднеспинка. Надкрылья коричневато-серые с пятнистым рисунком. Задние крылья розовые, светлеющие к вершине, и с широкой темной перевязью. Задние голени буро-жёлтые и на вершине затемненные. Самцы летают треща крыльями. Самки летают реже самцов.

## Место обитания
Встречается в широколиственных и смешанных лесах, лесостепных и открытых местностях, на сухих лужайках, вересковых полянах, остепнённых лугах и опушках сосновых боров. Передвигается на почве и на растения не взбирается.

## Размножение
Самка откладывает в почву кучку (напоминающая кубышку) яиц состоящая из 12—38 штук.

## Питание
Питается мягкой травяной растительностью, реже злаками и опадом.

## Охрана
Этот вид исчезает на территории Центральной Европы. Сохранился в довольно большом количестве на территории Альп. В Польше к 1950-м годам в изолированных территориях он вымер. Причины снижения популяции связано с деградацией места обитания вида (распашка, перевыпас скота и т. п.) и сбор коллекционерами. Реинтродукция единственный вариант по восстановлению популяции на территории Польши.